# Marise Kruger
Marise Kruger (Pretoria, 17 luglio 1958) è un'ex tennista sudafricana.

## Carriera
A livello giovanile si fa notare per la finale raggiunta a Wimbledon 1976 e la vittoria dell'Orange Bowl nello stesso anno.
Tra le professioniste riesce a raggiungere i quarti di finale a Wimbledon 1978 dove viene eliminata dalla Navrátilová. In doppio il risultato migliore è la semifinale del Roland Garros 1979 insieme a Dianne Balestrat.

## Statistiche

### Singolare

#### Vittorie (2)
| No. | Anno | Torneo                           | Superficie | Avversaria in finale | Punteggio |
| 1.  | 1976 | WTA New Jersey, Orange           | Cemento    | Lea Antonoplis-Inoye | 6-3, 6-2  |
| 2.  | 1977 | Torneo di Chichester, Chichester | Erba       | Bunny Bruning        | 6-2, 6-2  |